# Prærie-Ulven
Prærie-Ulven er en amerikansk stumfilm fra 1919 af Arthur Rosson.

## Medvirkende
- Tom Mix som Phineas Dobbs
- Juanita Hansen
- Pat Chrisman som Curly
- Spottiswoode Aitken
- Jack Nelson som Pietro